# Конституция Сент-Китс и Невис
Конституция Сент-Китс и Невис была принята 23 июня 1983 года и вступила в силу 19 сентября того же года, когда страна обрела независимость. Она состоит из 11 глав и различных приложений, которые определяют права, обязанности и статус граждан федерации. Конституция устанавливает форму и структуру правительства, а также перечисляет полномочия различных ветвей власти. Её подход к острову Невис является довольно необычным среди федеративных государств.
Современная конституция Сент-Китс и Невис была подготовлена в преддверии обретения страной независимости от Великобритании. Это единственная конституция, которая была у страны в качестве независимого государства, хотя до этого существовало несколько колониальных конституций. Союз островов Сент-Китс и Невис был предметом споров по крайней мере с 1882 года, что привело к включению в конституцию положений, специально предусматривающих путь к независимости для Невиса. Это делает Сент-Китс и Невис уникальным среди федераций.
Правительство, созданное на основе конституции, представляет собой конституционную монархию, возглавляемую Елизаветой II, с однопалатным парламентом. Невис имеет отдельную администрацию острова, в то время как Сент-Китс — нет.

## Предыстория
Острова Ангилья, Сент-Китс и Невис составляли британскую коронную колонию, известную как Сент-Кристофер-Невис-Ангилья с 1882 года до восстания Ангильи в 1971 году. 19 сентября 1983 года оставшиеся два острова, Сент-Китс и Невис, достигли независимости от Великобритании. В преддверии независимости 22 июня 1983 года был представлен проект конституции, который был принят 23 июня и вступил в силу после обретения независимости.
Союз трёх, а позже двух островов, никогда не был лёгким, поскольку Ангилья и Невис решительно выступали против объединения с Сент-Китсом. Невис активно протестовал против присоединения к Сент-Китсу с момента, когда эта идея была впервые предложена Министерством по делам колоний в 1867 году, и до настоящего времени.
Конституция 1983 года не была первой для Сент-Китса и Невиса; согласно Всемирной книге фактов ЦРУ, существовало «несколько предыдущих» конституций. Однако она была принята при создании современного государства Сент-Китс и Невис и до сих пор не была заменена. После неудачного референдума о независимости Невиса в 1998 году была назначена комиссия для выработки рекомендаций по будущим отношениям между двумя островами. Вместе с последующей конституционной рабочей группой она рекомендовала ряд изменений к действующей конституции.

## Невис
Конституция Сент-Китс и Невис имеет ряд особенностей. В частности, она предоставляет Невису значительную автономию. В конституции также содержится положение, позволяющее Невису выйти из состава федерации в случае, если две трети граждан острова проголосуют за отделение. В 1998 году был проведён референдум, на котором не удалось достичь необходимого для выхода из состава федерации большинства в две трети голосов.

## Структура правительства
Конституция Сент-Китса и Невиса устанавливает страну как федерацию, состоящую из двух штатов, по одному на каждом острове. Однако Сент-Китс и Невис отличается от большинства федеративных государств тем, что в обычной федерации каждый штат имеет своё региональное правительство, а федеральное правительство обеспечивает общее руководство. Хотя конституция предусматривает наличие отдельного законодательного органа для Невиса, Сент-Китс управляется напрямую Национальным собранием.
Конституция также предусматривает назначение генерал-губернатора для всего Сент-Китса и Невиса, который назначает заместителя губернатора Невиса. Таким образом, хотя Невис имеет собственный законодательный орган, ассамблею и администрацию острова, Сент-Китс не имеет таких независимых законодательных органов, что делает его правительство нетипичным для федеративного устройства.Конституция Сент-Китса и Невиса уникальна тем, что она создаёт федерацию не между Сент-Китсом и Невисом, а между Невисом и федерацией Сент-Китса и Невиса. 
Она предусматривает создание однопалатного законодательного органа, известного как Национальное собрание. Конституция требует, чтобы Сент-Китс и Невис были разделены как минимум на 11 избирательных округов, из которых не менее 1/3 находятся на Невисе. Национальное собрание состоит из одного представителя от каждого избирательного округа, а также не менее трёх назначенных сенаторов.
Национальное собрание уполномочена принимать законы, однако её способность принимать законы, затрагивающие Невис, ограничена Разделом 37 и Главой X.

## Положения Конституции Сент-Китса и Невиса
Конституция состоит из 120 статей, объединённых в 11 глав, и шести приложений в конце.

### Глава 1 – Федерация и Конституция
Первая глава Конституции устанавливает, что это суверенное демократическое федеративное государство может называться «Сент-Китс и Невис» или «Федерация Сент-Китс и Невис». В ней определяется территория государства и указывается, что Конституция является высшим законом страны. В нем определяется территория, охватываемая таким государством, и предусматривается, что Конституция является высшим законом страны.

### Глава 2 – Защита основных прав и свобод
Глава II содержит Билль о правах граждан, включающий пятнадцать положений, гарантирующих такие права, как право на жизнь, защита от рабства и принудительного труда, защита личной собственности, свобода слова, свобода собраний и другие права. Следующие пять положений касаются обстоятельств чрезвычайного положения, при которых некоторые из ранее перечисленных прав могут быть ограничены.

### Глава 3 – Генерал-губернатор
Глава III описывает должности генерал-губернатора, заместителя генерал-губернатора и порядок принесения присяги генерал-губернатором.

### Глава 4 – Парламент
Глава IV устанавливает создание парламента, его состав, квалификационные и дисквалифицирующие требования к представителям и сенаторам, порядок избрания представителей и назначения сенаторов, их сроки полномочий и другие вопросы, касающиеся парламента. В ней также перечислены полномочия парламента, процедуры внесения поправок в Конституцию, принятия законов, проведения выборов и определения избирательных округов.

### Глава 5 – Исполнительная власть
Глава V провозглашает Сент-Китс и Невис конституционной монархией под властью Её Величества Елизаветы II, Королевы Сент-Китса и Невиса и других её королевств и территорий, главы Содружества. Исполнительная власть осуществляется генерал-губернатором. В главе описаны назначение кабинета и министров, процедура в случае отсутствия или болезни премьер-министра, функции генерал-губернатора, назначение лидера оппозиции, различных секретарей и генерального прокурора, процедуры уголовного преследования и полномочия генерал-губернатора по предоставлению помилований, отсрочек и смягчению наказаний.

### Глава 6 – Финансы
Глава VI определяет финансовую систему федерации.

### Глава 7 – Комиссия государственной службы
Глава VII устанавливает создание Комиссии государственной службы, которая должна давать рекомендации генерал-губернатору по назначению различных государственных служащих.

### Глава 8 – Гражданство
Глава VIII определяет, кто является гражданами Сент-Китса и Невиса. Первая часть касается лиц, которые стали бы гражданами федерации при обретении независимости. Вторая часть предусматривает, что все лица, родившиеся в Сент-Китсе и Невисе после обретения независимости, являются гражданами, если они не подпадают под два исключения, а также дети граждан, родившиеся за границей, чьи родители работают за границей на должностях, требующих их присутствия. В главе также прописаны процедуры приобретения гражданства, разрешение двойного гражданства и лишение гражданства.

### Глава 9 – Судебные положения
Глава 9 предоставляет Верховному суду первоначальную юрисдикцию по конституционным вопросам, однако сторона, утверждающая о нарушении Конституции, должна обратиться в Верховный суд за защитой. Апелляции Верховного суда могут быть рассмотрены Апелляционным судом, чьи решения, в свою очередь, могут быть обжалованы в Тайном совете Её Величества.

### Глава 10 – ОстровНевис
Глава 10 предусматривает создание на Невисе собственного законодательного собрания и парламента. Собрание состоит из одного избираемого члена от каждого избирательного округа и не менее трёх, но не более двух третей числа избранных членов, которые назначаются законодательным собранием. Также предусмотрено создание Администрации острова Невис, состоящей из премьер-министра и других членов, назначаемых генерал-губернатором. Законодательное собрание Невиса имеет право принимать законы или постановления «для обеспечения мира, порядка и надлежащего управления островом Невис в отношении указанных вопросов». Глава 10 ограничивает полномочия генерал-губернатора в отношении Невиса, требуя от него действовать в соответствии с рекомендациями Администрации острова.
Администрация острова Невис наделена исключительными полномочиями в отношении ряда вопросов, включая аэропорты и морские порты, образование, горнодобывающую промышленность, рыболовство, здравоохранение и социальное обеспечение, трудовые ресурсы, государственные земли и импорт и экспорт. Споры между Администрацией острова и правительством должны рассматриваться в Верховном суде. Наконец, глава 10 включает положения, касающиеся отделения Невиса от федерации.

### Глава 11 – Разное
Глава XI включает положения, касающиеся того, как отделение Невиса изменит саму Конституцию, дополнительные функции генерал-губернатора, порядок отставки различных государственных служащих, толкование слов и фраз в Конституции и внесение изменений в различные положения.

### Приложения
В конце Конституции приложены шесть приложений, которые упоминаются ранее в документе. Они содержат инструкции по таким вопросам, как определение избирательных округов, изменения в Конституции в случае отделения Невиса, присяги и законодательные полномочия и другие вопросы.